# Gare de Vrigne-aux-Bois
La gare de Vrigne-aux-Bois est une gare ferroviaire (fermée) française terminus de la ligne de Vrigne-Meuse à Vrigne-aux-Bois. Elle est située à proximité du centre ville sur le territoire de la commune Vrigne-aux-Bois, dans le département des Ardennes en région Champagne-Ardenne.
Elle est mise en service en 1873 par la Compagnie des chemins de fer de l'Est et fermée au service des voyageurs en 1930.

## Situation ferroviaire
Établie à 164 m d'altitude, la gare de Vrigne-aux-Bois était un terminus situé au point kilométrique (PK) 5,300 de la ligne de Vrigne-Meuse à Vrigne-aux-Bois, après la Vivier-au-Court.

## Histoire

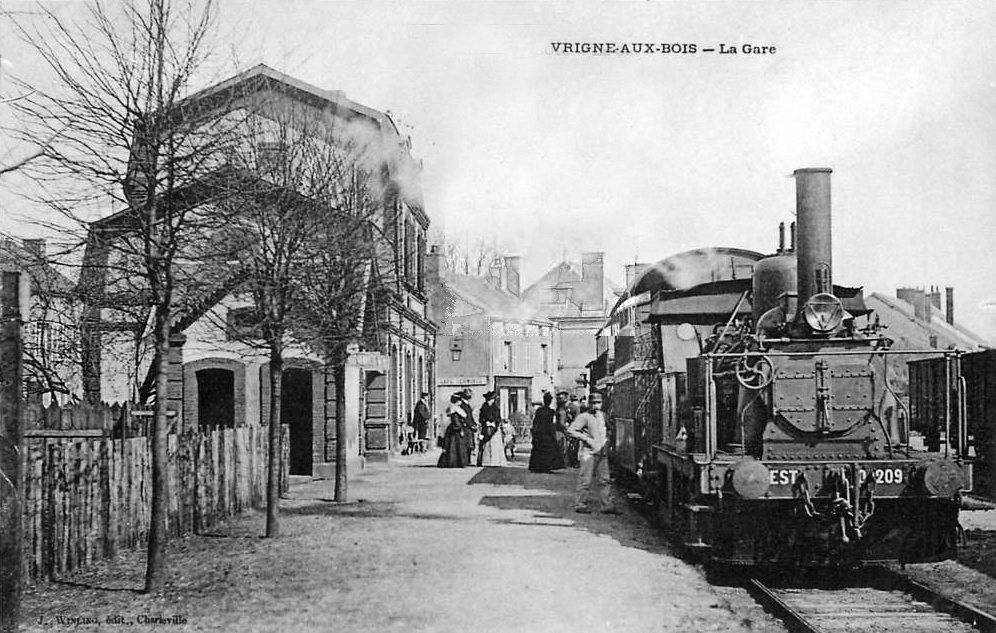
Intérieur de la gare vers 1900.

La gare de Vrigne-aux-Bois est mise en service le 20 juillet 1873, par la Compagnie des chemins de fer de l'Est, lorsqu'elle ouvre à l'exploitation la ligne de Vrigne-Meuse à Vrigne-aux-Bois qu'elle exploite pour le compte du département des Ardennes.
Le trafic voyageurs est transféré sur la route en 1929 et fermée officiellement le 20 juillet 1930

## Service des voyageurs
Gare fermée.

## Patrimoine ferroviaire
L'ancien bâtiment voyageurs est toujours présent, c'est une propriété communale. 